# کاسپار تریر
کاسپار تریر (استونیایی: Kaspar Treier؛ زادهٔ ۱۹ سپتامبر ۱۹۹۹) بازیکن بسکتبال اهل استونی است.